# Teilnahmebereitschaft
Als Teilnahmebereitschaft bezeichnet man bei empirischen Studien die Bereitschaft von Personen an einer Studie teilzunehmen. Die Nicht-Teilnahme wird als Unit-Nonresponse (Antwortverweigerung) bezeichnet. Eine geringe Teilnahmebereitschaft führt zu einer geringeren Ausschöpfungsquote. Diese Ausfälle führen nur dann zu einer Stichprobenverzerrung, wenn die Nicht-Teilnahmen selektiv (nicht zufällig) sind.
Die empirische Sozialforschung hat mit einer sinkenden Teilnahmebereitschaft bei allgemeinen Bevölkerungsumfragen und insbesondere Betriebsbefragungen zu kämpfen.
Methoden zur Erhöhung der Teilnahmebereitschaft sind Erinnerungsschreiben (vgl. Total-Design-Methode, TDM) und Incentives.
Die Teilnahmebereitschaft variiert systematisch mit der genutzten Erhebungsmethode, z. B. bei Internetbasierten Umfragen (Web-Survey), telefonischer Befragung